# Гамбара (коммуна)
Га́мбара (итал. Gambara, ломб. Gàmbara) — коммуна в Италии, в провинции Брешиа области Ломбардия.
Население составляет 4523 человека, плотность населения составляет 146 чел./км². Занимает площадь 31 км². Почтовый индекс — 25020. Телефонный код — 030.
Покровителями населённого пункта считаются святые апостолы Пётр и Павел. Праздник ежегодно празднуется 29 июня.